# Andrzej Bursa
Andrzej Bursa (21. března 1932 Krakov – 15. listopadu 1957 Krakov) byl polský básník. Pro svou popularitu mezi vrstevníky a náhlé předčasné úmrtí byl nazýván „polským Jamesem Deanem“.
Pocházel z učitelské rodiny, absolvoval krakovské Liceum im. Jana Kochanowskiego a studoval filologii na Jagellonské univerzitě. Živil se jako reportér v novinách Dziennik Polski. Patřil ke generaci literátů kolem časopisu Współczesność a spolupracoval s divadelníky Janem Güntnerem a Tadeuszem Kantorem, zůstal však převážně solitérem. Vymezoval se ostře vůči státnímu dozoru nad uměním, rozešel se proto se svým otcem, který využil poměrů k politické kariéře. Odmítal také náboženskou bigotnost a v roce 1956 vystoupil z církve. Jeho manželkou byla výtvarnice Ludwika Szemioth, měli syna Michala. Zemřel ve 25 letech na vrozenou srdeční vadu, i když v uměleckých kruzích se rozšířil populární mýtus o Bursově dobrovolném odchodu ze života. Je pochován na Rakowickém hřbitově v Krakově.
Bursova tvorba byla ovlivněna prokletými básníky; vyznačuje se drastickým naturalismem, odmítá všeobecný konformismus a ironizuje romantickou legendu o výjimečném poslání spisovatele. Za života Bursa nemohl publikovat knižně, až v roce 1958 vyšel výbor jeho poezie, oceněný na festivalu Poetický listopad. Jeho román Vražda tety zfilmoval v roce 1984 Grzegorz Królikiewicz. Skupina Fonetyka nahrála album zhudebněných Bursových básní. Od roku 1967 byla v Krakově udělována Literární cena Andrzeje Bursy. Ukázky z  Bursovy poezie v českém překladu Petra Motýla vyšly v antologii Prokletí na básníky (Barrister & Principal 2011).